# Kåranda
Kåranda (från franskans esprit de corps) är den känsla av gemensamma plikter och gemensamt ansvar, som sammanhåller medlemmarna av en truppavdelning, en officerskår, en poliskår och så vidare. Kårandans negativa aspekter innebär bland annat diskriminering eller dåligt bemötande mot omgivningen.